# Euphaea modigliani
Euphaea modigliani – gatunek ważki z rodziny Euphaeidae.